# Bonneville-la-Louvet
Bonneville-la-Louvet – miejscowość i gmina we Francji, w regionie Normandia, w departamencie Calvados.
Według danych na rok 1990 gminę zamieszkiwały 673 osoby, a gęstość zaludnienia wynosiła 32 osoby/km² (wśród 1815 gmin Dolnej Normandii Bonneville-la-Louvet plasuje się na 336. miejscu pod względem liczby ludności, natomiast pod względem powierzchni na miejscu 109.).